# Senfa Arade IV
Senfa Arade IV (em amárico: ሰይፈ አርድ ፬ኛ , transc.: seyife āridi 4º , "espada da morte", também conhecido como Senfa Sagad e Senfa Asged II)   foi Imperador da Etiópia (nəgusä nägäst, de 1294 – 1295) e membro da dinastia salomónica. Era o filho mais velho e sucessor de Iagba-Sion. 

## Reinado
Os historiadores estão divididos sobre a linha sucessória após a morte de Iagba-Sion. Paul B. Henzesegue os textos da tradição ortodoxa que afirmam que  Iagba-Sion não conseguiu decidir qual de seus filhos herdaria seu reino, e instruiu que cada um governasse por um ano. Taddesse Tamrat, por outro lado, registra que o reinado de Iagba-Sion foi seguido por confusão dinástica, durante a qual cada um de seus filhos ocupou o trono.  O certo é que uma expansão islâmica no período desestabilizou a região,   que só voltou a normalidade com a ascensão de Uidim-Reade irmão mais novo de Iagba-Sion em 1299 